# Clibanarius janethaigae
Clibanarius janethaigae is een tienpotigensoort uit de familie van de Diogenidae. De wetenschappelijke naam van de soort is voor het eerst geldig gepubliceerd in 1997 door Hendrickx & Esparza-Haro.